# On the Borderline
On the Borderline (titulada: Inocencia secuestrada o En la frontera en España) es una película estadounidense de acción, drama y suspenso de 2001, dirigida por Michael Oblowitz, escrita por Kevin R. Frech, musicalizada por Michael Wandmacher, en la fotografía estuvo Michael F. Barrow y los protagonistas son Eric Mabius, Marley Shelton y Aidan Campbell, entre otros. El filme fue producido por Monochrome Films y se estrenó el 23 de octubre de 2001.

## Sinopsis
Trata acerca de una joven pareja que comienza un viaje en el cual cruzarán el país, al llegar a la frontera entre Texas y México aparecen los problemas.